# Грегуар-Трюдо, Софи
Софи́ Грегуа́р-Трюдо́ (фр. Sophie Grégoire-Trudeau; род. 24 апреля 1975, Монреаль, Квебек, Канада) — супруга 23-го премьер-министра Канады Джастина Трюдо. Бывшая телеведущая, занимается благотворительной деятельностью, уделяя большое внимание проблемам женщин и детей.

## Биография
Родилась 24 апреля 1975 года в Монреале (провинция Квебек, Канада). Отец — брокер, мать — медсестра. Училась в школе при частном пансионате дю Санкт-ном-де-Мари в Утремон, Монреаль. Училась на факультете коммерции в Университете Макгилла, намереваясь пойти по стопам отца, затем перешла в Монреальский университет и окончила его, получив степень бакалавра в области общественных связей.
Считает что её «детство было счастливым», отмечает, что была хорошей студенткой, легко сходилась с людьми и любила спорт. Примерно с 17-летнего возраста несколько лет страдала булимией, от которой вылечилась, в частности, с помощью йоги.

## Карьера
Карьеру начала в качестве помощника на ресепшене и секретаря главы рекламной фирмы. Подрабатывала фотомоделью. Через три года, будучи уже менеджером, пошла учиться в школу радио и телевидения, по окончании которой получила работу в редакции, где писала новостные тикеры (бегущую строку). Позже работала репортёром на новой телестанции LCN в Квебеке, ряде других телестанций. В 2005—2010 годы работала на CTV Television Network в качестве репортёра по Квебеку, освещает вопросы культуры, искусства и кино, шоу-бизнеса. Ведёт ежедневную передачу на Radio-Canada.
Свободно владеет французским (родной язык), английским и испанским, в 2012 году получила сертификат преподавателя йоги. Любит экстремальные виды спорта, играет на флейте и гитаре. Занимается филантропией, работает в некоммерческой организации The Shield of Athena, занимающейся женскими вопросами, в частности, проблемами жертв насилия в семье; активно работает в организациях, борющихся с булимией; с благотворительными целями ездит в Африку. Хороший оратор.

## Личная жизнь

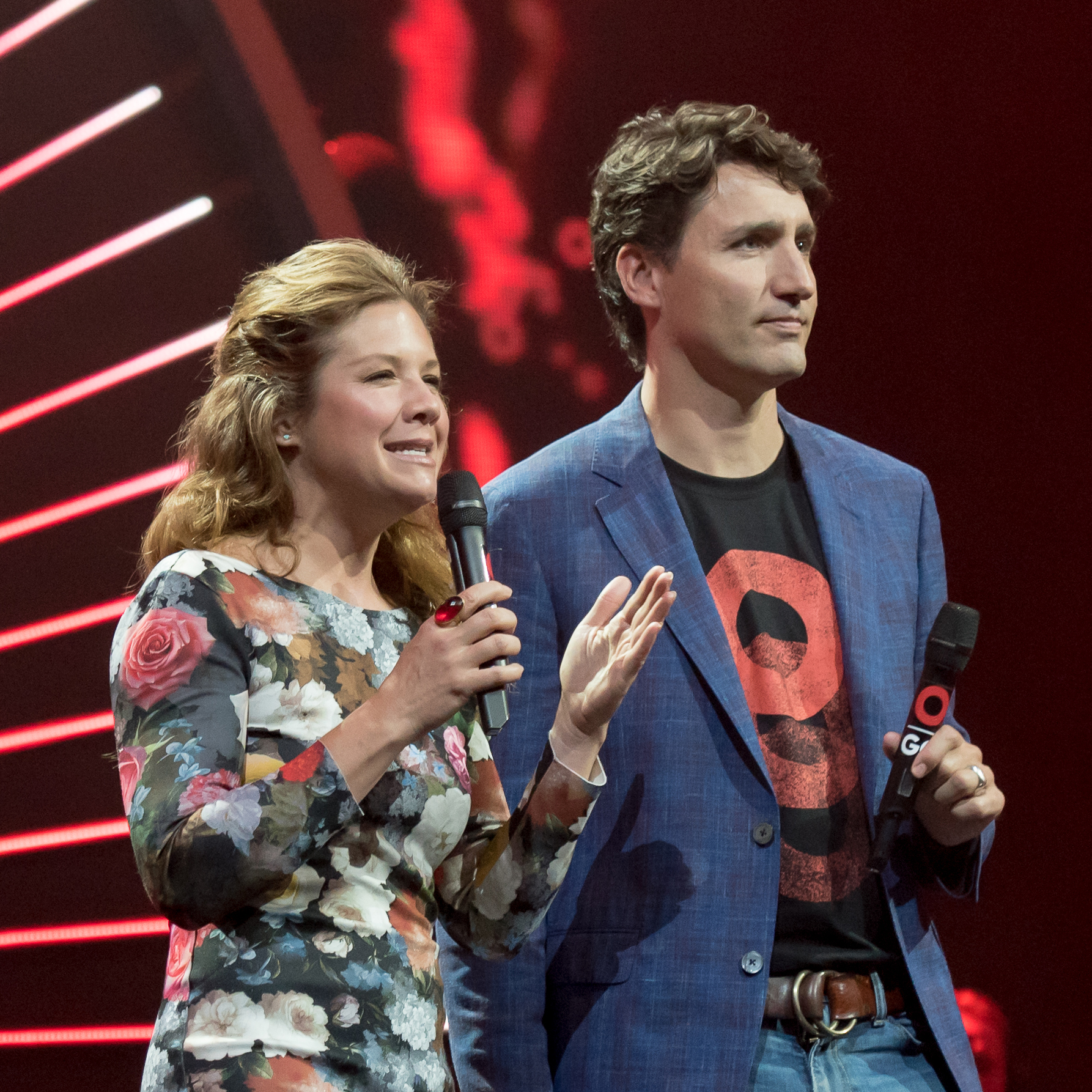
Софи и Джастин Трюдо в 2017 году

Впервые встретила Джастина Трюдо (ныне политик и премьер-министр Канады с 2015 года), старшего сына премьер-министра Пьера Трюдо, в Монреале, где она училась в одном классе и была подругой детства самого младшего сына Трюдо, Мишеля. Грегуар и Трюдо вновь встретились в июне 2003 года, когда им было поручено совместное проведение благотворительного бала, и они начали встречаться несколько месяцев спустя. В октябре 2004 года состоялась их помолвка, а 28 мая 2005 года они поженились. Церемония венчания прошла в католической церкви Сент-Мадлен-д'Утремон в Монреале. У супругов есть трое детей: сын Ксавье Джеймс Трюдо (род. 18 октября 2007), дочь Элла-Грейс Маргарет Трюдо (род. 5 февраля 2009) и сын Адриан Грегуар Трюдо (род. 28 февраля 2014).
12 марта 2020 года супруги Трюдо изолировали себя после того, как у Софи появились симптомы гриппа, вскоре после возвращения с выступления в Великобритании. Офис премьер-министра объявил позже в тот же день, что у Софи была диагностирована коронавирусная инфекция COVID-19. К 28 марта она выздоровела.
2 августа 2023 года, после 18 лет брака, действующий премьер-министр Джастин Трюдо сообщил, что супруги официально подписали соглашение о раздельном проживании, за чем последует развод.